# پال هرست (هنرپیشه)
پال هرست (انگلیسی: Paul Hurst؛ ۱۵ اکتبر ۱۸۸۸ – ۲۷ فوریهٔ ۱۹۵۳) بازیگر و کارگردان فیلم اهل ایالات متحده آمریکا بود.

## فیلم‌شناسی
از فیلم‌هایی که وی در آن نقش داشته است، می‌توان به فروشنده لباس زیر، بربادرفته، فرشته و راهزن، مهمان سیزدهم، در شیکاگوی قدیم و اراذل و اوباش اشاره کرد.

## مرگ
در اواخر سال ۱۹۵۲ در هرست سرطان لاعلاج تشخیص داده شد و در فوریه ۱۹۵۳ دست به خودکشی زد. او در گورستان ریدلی در ریدلی، کالیفرنیا به خاک سپرده شد.